# Saint-Martin-des-Champs (Sena y Marne)
 Saint-Martin-des-Champs  es una población y comuna francesa, en la región de Isla de Francia, departamento de Sena y Marne, en el distrito de Provins y cantón de La Ferté-Gaucher.

## Demografía
| 241 | 205 | 315 | 382 | 450 | 552 |
| Para los censos de 1962 a 1999 la población legal corresponde a la población sin duplicidades (Fuente: INSEE [Consultar]) |     |     |     |     |     |